# Etiennea halli
Etiennea halli är en insektsart som beskrevs av Hodgson 1991. Etiennea halli ingår i släktet Etiennea och familjen skålsköldlöss.
Artens utbredningsområde är Zimbabwe. Inga underarter finns listade i Catalogue of Life.